# Victor Chéri

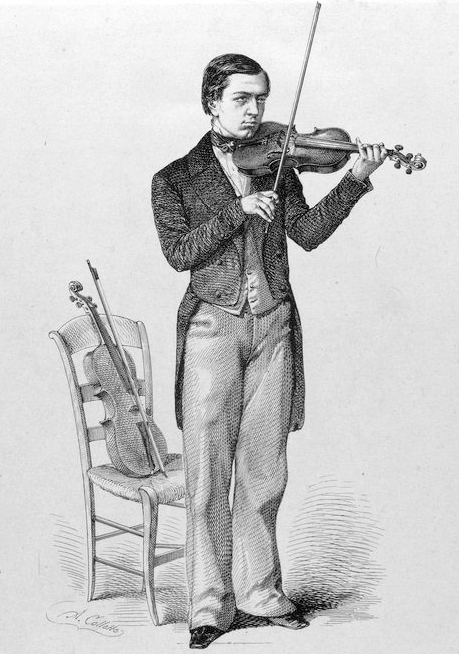
Victor Chéri

Victor Chéri (eigentlich Victor Cizos; * 15. März 1830 in Auxerre; † 11. November 1882 in Paris) war ein französischer Komponist und Dirigent.
Cheri entstammte einer Schauspielerfamilie: Seine Großeltern Thomas Cizos (bekannt auch Chéri) und Garcin père leiteten die Schauspieltruppe Garcin-Cizos. Sein Vater Jean-Baptiste heiratete Sophie-Juliette, eine Tochter Garzins, und beide wurden unter dem Namen Chéri Cizos als Sänger und Schauspieler bekannt. Auch seine älteren Schwestern Rose und Anna Chéri waren erfolgreiche Schauspielerinnen.
1845 wurde Chéri zur Violinklasse Lambert Massarts am Conservatoire de Paris zugelassen. Seit 1849 studierte er Komposition bei Adolphe Adam, und 1855 gewann er mit der Kantate Acis et Galatée den Ersten Second Grand Prix de Rome.
Bereits 1848 wurde Chéri Violinist an der Pariser Oper, der er als Erster Violinist bis 1859 angehörte. Seit 1849 war er außerdem Violinist der Société des Concerts du Conservatoire, deren Sociétaire er von 1859 bis zu seinem Ausschluss 1872 (auf Grund zu häufiger Fehlzeiten) war. Vor allem wurde er aber als Dirigent bekannt: am Théâtre des Variétés, dann am Théâtre du Châtelet und schließlich am Théâtre du Gymnase.
Mit der einaktigen komischen Oper Une aventure sous la Ligue gewann Chéri 1857 einen Kompositionswettbewerb in Bordeaux; sie wurde am Grand-Théâtre der Stadt aufgeführt. 1867 entstand die komische Oper Gulliver. Am Théâtre du Châtelet wurde 1872 sein fünfaktiges Feenspiel Cendrillon ou la pantoufle merveilleuse (nach Louis François Clairville, Albert Monnier und Ernest Blum) uraufgeführt. Außerdem komponierte Chéri ein Konzert für Violine und Orchester.